# Hidalgo – 3000 Meilen zum Ruhm
Hidalgo – 3000 Meilen zum Ruhm ist ein 2004 erschienener Film, der auf der Biografie von Frank Hopkins (1865–1951) und den Geschichten um sein ausdauerndes Pferd „Hidalgo“, einem Mustang, basiert. Die Hauptrolle verkörpert Viggo Mortensen, an seiner Seite agieren Omar Sharif und Louise Lombard. In einer kleinen Nebenrolle ist J. K. Simmons als Buffalo Bill zu sehen.

## Inhalt
1890: Seit dem Massaker am Wounded Knee hängt der ehemalige Kurierreiter und Halbindianer Frank T. Hopkins an der Flasche und tingelt mit der Wild-West-Show von Buffalo Bill durch Amerika. Dort wird das erbärmliche Geschehen allabendlich als Triumph der Zivilisation nachgestellt; Frank darf, präsentiert als der weltbeste Ausdauerreiter, mit seinem Mustang Hidalgo ein paar Kunststücke zum Besten geben, auch wenn er sich vor Trunkenheit zeitweise kaum im Sattel halten kann.
Eines Tages werden er und sein Pferd Hidalgo von Scheich Riyadh zum spektakulären 3000-Meilen-Rennen durch Arabien eingeladen. Dieser hatte von Hidalgo als ausdauerndstem Pferd gehört und sah die Ehre seines eigenen Ausnahmehengstes Al Hattal verletzt. Zur Teilnahme daran entscheidet Frank T. Hopkins sich aber erst, als der Abgesandte des Scheichs, Aziz, seinen Mustang beleidigt („ein unreines Tier“). Auf der Schiffsreise nach Arabien trifft er nach einer Schlägerei im Zwischendeck, bei der Matrosen Hidalgo reizen, auf eine weitere Teilnehmerin; die attraktive Lady Davenport, deren Stute von einem Araber geritten werden wird. Während rund um ihn all die edlen Vollblüter professionell auf den Höllenritt vorbereitet werden, bekommt Frank als Unterstützung nur einen misstrauischen, alten Ziegenhirten zur Seite gestellt und kauft noch dazu einen kleinen, schwarzen Sklavenjungen.
Als das Rennen beginnt, muss Hopkins schnell feststellen, dass die Regeln ziemlich hart für Pferd und Reiter sind. So darf man ausgeschiedenen Teilnehmern nicht helfen, wenn sie verunglücken und es gilt das Recht des Schnelleren, wer in einer Oase jagt. Auch versucht der Prinz, der auf Al Hattal reitet, durch Bestechung von Bewachern einer Wasserstelle Hopkins an der Weiterreise zu hindern. Durch geschickte Zusammenarbeit gelingt es ihnen jedoch an das begehrte Wasser zu kommen. Wenig später können sie sich nur durch einen Gewaltritt in eine Geisterstadt vor einem Sandsturm retten. Zur Überraschung des Scheichs gelangen sie an den Zwischenstopp nach der ersten Hälfte des Rennens, eine Oase, in der sich einen Tag ausgeruht werden darf. 50 Teilnehmer sind bereits ausgeschieden. 
Am Abend bekommt Hopkins Besuch von Jazira, der hübschen Tochter des Scheichs, welche ihm helfen möchte, da sie, falls Al Hattal gewinnt, den Prinzen heiraten muss, was einem Leben als Sklavin gleichkommen würde. Die beiden kommen ins Gespräch, werden aber von Jaziras Leibwächter Jaffa und Aziz ertappt. Hopkins hält es für einen Angriff und möchte sie eigentlich beschützen, was für eine in flagranti-Situation gehalten wird. Obwohl Jazira für ihn Partei ergreift, kann sie ihren Vater nicht überzeugen, dass sie freiwillig zu ihm gegangen ist, um nur mit Hopkins zu reden. Sie soll zur Strafe ausgepeitscht, Hopkins entmannt werden. Bevor es dazu kommen kann, erfolgt ein Überfall des Neffen des Scheichs, Katib. Dieser fühlt sich ungerecht behandelt, weil er aus der Familie aufgrund mangelnder Disziplin ausgestoßen wurde und ein Leben als Bandit führt. Eigentlich ist es das Ziel Al Hattal zu stehlen, aber dieser wird durch den Prinzen in Sicherheit gebracht, woraufhin Jazira als Geisel genommen wird. Hopkins muss angekettet hilflos dabei zusehen, beobachtet aber auch, dass Aziz ein Zuchtbuch stiehlt. Als er dies dem Scheich mitteilt, erfahren sie, auch unter Mithilfe von Hopkins, wo Jazira festgehalten wird. Mithilfe eines verkleideten Pferdes, das sie für Al Hattal ausgeben, gelangen Hopkins, Aziz und Jaffa in die Verbrecherstadt und können Jazira und das Zuchtbuch zurückholen. Aziz, der mit Katib im Bunde steht, tötet auf der Flucht Jaffa, wird aber, bevor er auch Jazira töten kann, mit letzter Kraft von Jaffa getötet. Hopkins und Jazira können auf Hidalgo fliehen. Zurück in der Oase wird Hopkins zum Dank begnadigt. In einem Gespräch mit Lady Davenport, bei dem diese ihm anbietet, für ein Drittel des Preisgeldes auf die Fortsetzung des Rennens zu verzichten, regt sie ihn zum Nachdenken an, ob das Preisgeld es wert ist, dass Hidalgo dafür Schaden nimmt. Als Hopkins leichte Verletzungen bei Hidalgo bemerkt und dies Jazira gegenüber äußert, hält sie ihm vor, dass er damit nur für alle bestätigt, dass Hidalgo weniger wert ist als die ganzen Rassepferde. Am nächsten Tag stellt Hopkins fest, dass Hidalgo an der Ziellinie steht. Er macht ihm damit klar, dass Hopkins nicht aufgeben soll.
Kurz darauf wird die Karawane von Lady Davenport von Katib aufgehalten. Es stellt sich heraus, dass sie im Bunde stehen. Für einen Teil des Preisgeldes soll Katib dafür sorgen, dass Lady Davenports Stute gewinnt, womit sie die Zuchtrechte an Al Hattal erhält. Sie hatte auch die Idee, Al Hattal zu entführen. Obwohl Hopkins somit ihrer beide Pläne durchkreuzt hat, verbietet Lady Davenport, Hopkins etwas anzutun, stellt ihm aber frei, Hidalgo zu töten. Bei dieser Tat soll Al Hattal diesmal erneut entführt werden.
Hopkins gelangt unversehrt durch einen Heuschreckenschwarm und rettet einen anderen Teilnehmer aus einem Einbruchloch im Treibsand. Da er dies eigentlich nicht darf, tauschen sich die Männer über ihre Werte aus, wobei sie sich als ebenbürtig annehmen. Sein Konkurrent betrachtet seinen Unfall als Willen Allahs und möchte in seine Heimat zurückkehren. Am nächsten Tag erfolgt der Angriff Katibs, wobei Al Hattal entkommt, Hidalgo hingegen schwer verletzt wird, weil die Verfolger ihn und Hopkins in eine Fallgrube treiben. Sie werden zurückgelassen, als jedoch unverhofft der bereits auf dem Heimweg geglaubte Teilnehmer auftaucht. Er hilft ihnen aus der Grube, wird dabei aber von Katib beobachtet, der sie angreift. Nur Hopkins und Hidalgo überleben. Aus Rache dafür, dass Hidalgo verletzt wurde, lässt Hopkins Katib ebenfalls in eine Fallgrube stürzen. Zunächst kommen sie noch voran, bis Hidalgo stürzt und Hopkins ihm eigentlich das Leiden ersparen möchte, indem er ihn erschießt. Bevor er abdrücken kann, suchen ihn indianische Visionen heim. Er besinnt sich auf seine Wurzeln, als der Prinz auf Al Hattal vorbeireitet und ihn verspottet, dass er nicht aus einem Volk stolzer Reiter kommt. In diesem Moment reitet nicht nur Lady Davenports Kandidat vorbei, auch Hidalgo steht wieder auf und fordert Hopkins auf, das Rennen zu Ende zu bringen. Tatsächlich gelingt es ihnen mit einem Gewaltritt, das Kopf-an-Kopf-Rennen zu gewinnen. 
Beim Abschied von Scheich Riyadh zeigt dieser ihm seine Anerkennung, bietet ihm an zu bleiben, doch Hopkins möchte Hidalgo zuliebe umgehend nach Hause. Zum Abschied schenkt er dem Scheich seinen Colt, der eigentlich sein Wetteinsatz war. Wieder in Amerika angekommen, kehrt er mit befreundeten Indianern in ihr Reservat zurück und entlässt Hidalgo zusammen mit einer gewaltigen Mustangherde (welcher er zuvor mit dem Preisgeld des Rennens das Leben von der Regierung erkauft hat) in die Freiheit.

## Kritiken
- „Oberösterreich-Nachrichten“ vom 24. April 2004 schrieb, der Ritt durch die „Bratpfanne Allahs“ habe alles zu bieten, was ein Abenteuerfilm braucht: Niederträchtige wie stolze Wüstensöhne, Intrigen und Gefahren, ein Pferd, das seinen Reiter zu sich selbst führt, grandiose Landschaftsaufnahmen, kulturelle Vorurteile, charmanter Witz – und logische Ungereimtheiten. Viggo Mortensen sei ein Cowboy ohne Knigge, aber mit Herz. Er und Omar Sharif als ehrenhafter Scheich ergänzten einander prächtig.

- Gong meint, der Film sei ein stimmungsvolles Abenteuer mit viel Tempo und prächtigen Aufnahmen. Zudem biete der Film Top-Spannung und Atmosphäre und sei ein beeindruckender Mix aus Wildwest-Action und Wüstenromantik à la Karl May.[3]

- Bild- und klanggewaltiges Abenteuer um ein 3000-Meilenrennen im Nahen Osten. […] Der in klischeehaften Exotismen schwelgende Film verliert sich in überflüssigen Nebenhandlungen und geschichtsrevisionistischen Tendenzen, wobei er zu einer amerikanischen Version von Karl Mays „Durch die Wüste“ mutiert.  Lexikon des internationalen Films[4]
- Die Deutsche Film- und Medienbewertung FBW in Wiesbaden verlieh dem Film das Prädikat wertvoll.

## Sonstiges
- Hidalgo wurde mit einem Filmbudget von rund 90 Mio. US-Dollar realisiert.
- Regisseur Joe Johnston legte größten Wert auf Authentizität, daher war es ihm – gemeinsam mit Mortensen – ein besonderes Anliegen, eine ehrliche Darstellung des Massakers von Wounded Knee zu bringen. Es wurde am Originalschauplatz mit den Nachfahren der damals ermordeten Lakota gedreht.
- Das Stunt-Double von Viggo Mortensen blieb unbeschäftigt. Als erfahrener Reiter und aufgrund seiner intensiven Vorbereitung auf die Rolle konnte Mortensen sämtliche Szenen selbst drehen.
- Jede der im Film von Frank und Hidalgo gegessenen (künstlichen) Heuschrecken war in jeweils vierstündiger Handarbeit hergestellt worden.
- Der Film stützt sich auf die Memoiren des echten Frank Hopkins, deren Wahrheitsgehalt in Teilen jedoch umstritten ist.
- Nach den Dreharbeiten erwarb Viggo Mortensen das Pferd RH Tecontender (Kurzform: T.j.), eines der fünf Paint Horses, welche für die Rolle des Hidalgo trainiert wurden.